# Italiaanse transavantgarde

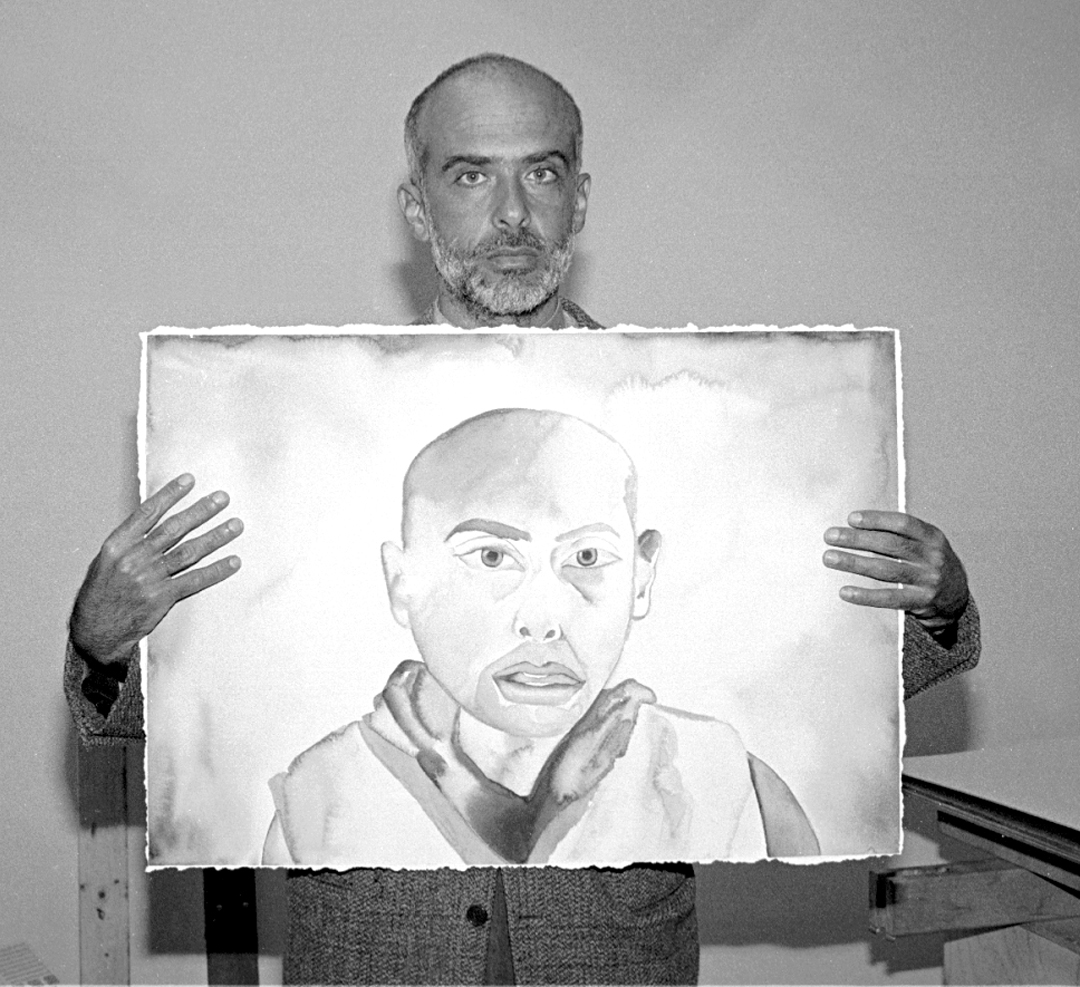
Francesco Clemente met een zelfportret (1991)

Italiaanse transavangarde (Transavantguardia Italiana) is de benaming die wordt gebruikt voor het Italiaanse neo-expressionisme, een beweging die in de late jaren 1970 en begin jaren 1980 veel ophef veroorzaakte in Italië en in de rest van West-Europa, met vergelijkbare kunststromingen als de Nieuwe Wilden en Figuration Libre.
De term transavantguardia werd bedacht door de Italiaanse kunstcriticus, Achille Bonito Oliva, en betekent 'voorbij de avant-garde' of de 'avant-garde, letterlijk'. Deze kunst wilde afrekenen met de intellectualistische, dikwijls half-kunstfilosofische conceptuele kunst, de herinvoering van emotie en vooral van vreugde in de beeldende kunst (vooral de schilderkunst en de beeldhouwkunst). De kunstenaars bedienden zich opnieuw van figuratie en symboliek. De belangrijkste transavantgarde kunstenaars zijn Sandro Chia, Francesco Clemente, Enzo Cucchi, Nicola de Maria, Mimmo Paladino,  Remo Salvadori en Ernesto Tatafiore. Kunstenaars buiten Italië die hier nauw bij aansluiten zijn bijvoorbeeld de Vlaamse Belgen Hugo Debaere, Philippe Tonnard en Jean Bilquin.
Een andere term is nouveaux fauves, waarmee men in de Franssprekende wereld vooral verwees naar de West-Duitse en Oostenrijkse neo-expressionisten. In Nederland en Vlaanderen gebruikte men voor de groep Italiaanse kunstenaars ook wel de term 'Jonge Italianen'. In Duitsland werd de stijlrichting door de kunstcriticus Wolfgang Max Faust getypeerd als: Arte Cifra (kunst met tekens en symbolen).
abstract expressionisme
· abstracte kunst
· actionpainting
· After Nature
· Amsterdamse Limburgers
· animisme
· art brut
· art deco
· arte povera
· ASCII-art
· assemblagekunst
· avant-garde
· Bauhaus
· Bergense School
· biomorfische schilderkunst
· bodyart
· Brabants fauvisme
· business-art
· Cobra
· colorfieldpainting
· conceptuele kunst
· concrete kunst
· constructivisme
· dadaïsme
· De Ploeg
· Der Blaue Reiter
· Die Brücke
· digitale kunst
· environment
· De Stijl
· dripping
· existentiële kunst
· expressionisme
· La Jeune Peinture Belge
· fauvisme
· fantasy art
· figuratieve abstractie
· Fluxus
· fotorealisme
· Figuration Libre
· fundamentele kunst
· futurisme
· graffiti
· happening
· hard edge
· hyperrealisme
· informele schilderkunst
· installatiekunst
· intimisme
· Italiaanse transavantgarde
· Japonisme
· jugendstil
· kapitalistisch realisme
· kinetische kunst
· kubisme 
· land art
· Larense School
· lyrische abstractie
· magisch realisme 
· mail art 
· minimal art
· mediakunst
· moderne kunst
· multiplekunst
· muralisme
· naïeve kunst
· neo-dada
· neo-pop
· neo-expressionisme
· neorealisme
· Neue Künstlervereinigung München 
. Nieuwe Fotografie
· nieuwe zakelijkheid
· nieuw realisme
· nieuwe beelding
· nieuwe figuratie
· Nieuwe Haagse School
· Nieuwe Wilden
· noordelijk realisme
· Nul-beweging
· op-art
· orphisme
· outsider art
· pittura metafisica
· plasticisme
· pointillisme
· popart
· Posthoorngroep
· postimpressionisme
· postmodernisme
· precisionisme
· primitivisme
· psychedelische kunst
· purisme
· rayonisme
· situationisten
· sociaal realisme
· socialistisch realisme
· spatialisme
· straatgrafiek
· streetart
· suprematisme
· surrealisme
· symbolisme
· systems art
· tachisme
· Tingatinga
· videokunst
· vorticisme
· Young British Artists
· Zero